# 中国人民解放军西部战区空军医院
中国人民解放军西部战区空军医院，位于四川省成都市锦江区工农院街1号，隶属中国人民解放军西部战区空军，为综合性三级甲等医院。

## 简介
医院创建于1950年2月，前身是中国人民解放军第一野战军第三野战医院。1994年2月，正式更名为中国人民解放军第四五二医院。医院是综合性三级甲等医院，也是军队中心医院。截至2015年，医院拥有1个全军重点专病中心（全军消化道肿瘤诊疗专病中心）、3个军区重点专科中心（成都军区医学矫形外科、泌尿外科、中西医结合肿瘤诊疗专科中心），以及成都军区医学妇科肿瘤专病中心。
医院曾先后两次参加对越自卫还击作战，参加了1986年“两山”作战，执行汶川大地震、雅安地震抗震救灾等任务。2008年，因在汶川大地震抗震救灾中成绩突出，医院立集体三等功。
2016年，在深化国防和军队改革中，医院由中国人民解放军成都军区联勤部转隶中国人民解放军西部战区空军后勤部。

## 历任领导
| 院长 …… - 张聪（2001年—2013年） - 冯怀志（2013年—） | 政治委员 …… - 刘伏均（？—？） - 焦大鹏（？—） |